# Alocasia fornicata
Alocasia fornicata är en kallaväxtart som först beskrevs av William Roxburgh, och fick sitt nu gällande namn av Heinrich Wilhelm Schott. Alocasia fornicata ingår i släktet Alocasia och familjen kallaväxter. Inga underarter finns listade.